# Catch/Muteking
Catch/Muteking è un singolo promozionale del gruppo musicale italiano I Condors, pseudonimo dei Fratelli Balestra, pubblicato nel 2011.

## Descrizione
Il brano Catch è la sigla della trasmissione sportiva Catch the Catch, condotta da Tony Fusaro e che per prima ha introdotto gli spettatori italiani al wrestling giapponese, scritta da Giancarlo Balestra. Sul lato B è incisa Muteking, scritta da Rossana Barbieri su musica di Giancarlo Balestra e sigla dell'anime omonimo. La canzone è stata depositata ufficialmente solo nel 1984.
Entrambe le sigle vennero pubblicate per la prima volta nel 1983 nella compilation TiVulandia successi n. 6 ma mai pubblicate su singolo. Nel 2011 l'associazione culturale TV-Pedia ha curato la ristampa su vinile delle due sigle a scopo promozionale.

## Tracce
Lato A
1. Catch – 4:33 (Giancarlo Balestra)

Durata totale: 4:33
Lato B
1. Muteking – 3:05 (Rossana Barbieri-Giancarlo Balestra)

Durata totale: 3:05